# Hannibal (Nueva York)
Hannibal es un pueblo ubicado en el condado de Oswego en el estado estadounidense de Nueva York. En el año 2000 tenía una población de 4,956 habitantes y una densidad poblacional de 43 personas por km².

## Geografía
Hannibal se encuentra ubicado en las coordenadas 43°19′15″N 76°34′34″O / 43.32083, -76.57611.

## Demografía
Según la Oficina del Censo en 2000 los ingresos medios por hogar en la localidad eran de $35,278 y los ingresos medios por familia eran $38,355. Los hombres tenían unos ingresos medios de $33,083 frente a los $23,667 para las mujeres. La renta per cápita para la localidad era de $16,344. Alrededor del 15.3% de la población estaban por debajo del umbral de pobreza.